# Тіари королеви Єлизавети II
Королева Єлизавета II володіла історичною колекцією коштовностей — деякі з них належали їй як монарху, а інші — як приватній особі. Особливе місце серед королівських прикрас посідали тіари.
За традицією їх мають право носити лише одружені жінки на офіційних вечірніх заходах. Єдиним винятком є наречені, які можуть носити тіару в день весілля незалежно від часу.
У цій статті наведені тіари, що належали королеві Єлизаветі II.

## Тіара Делі Дурбар

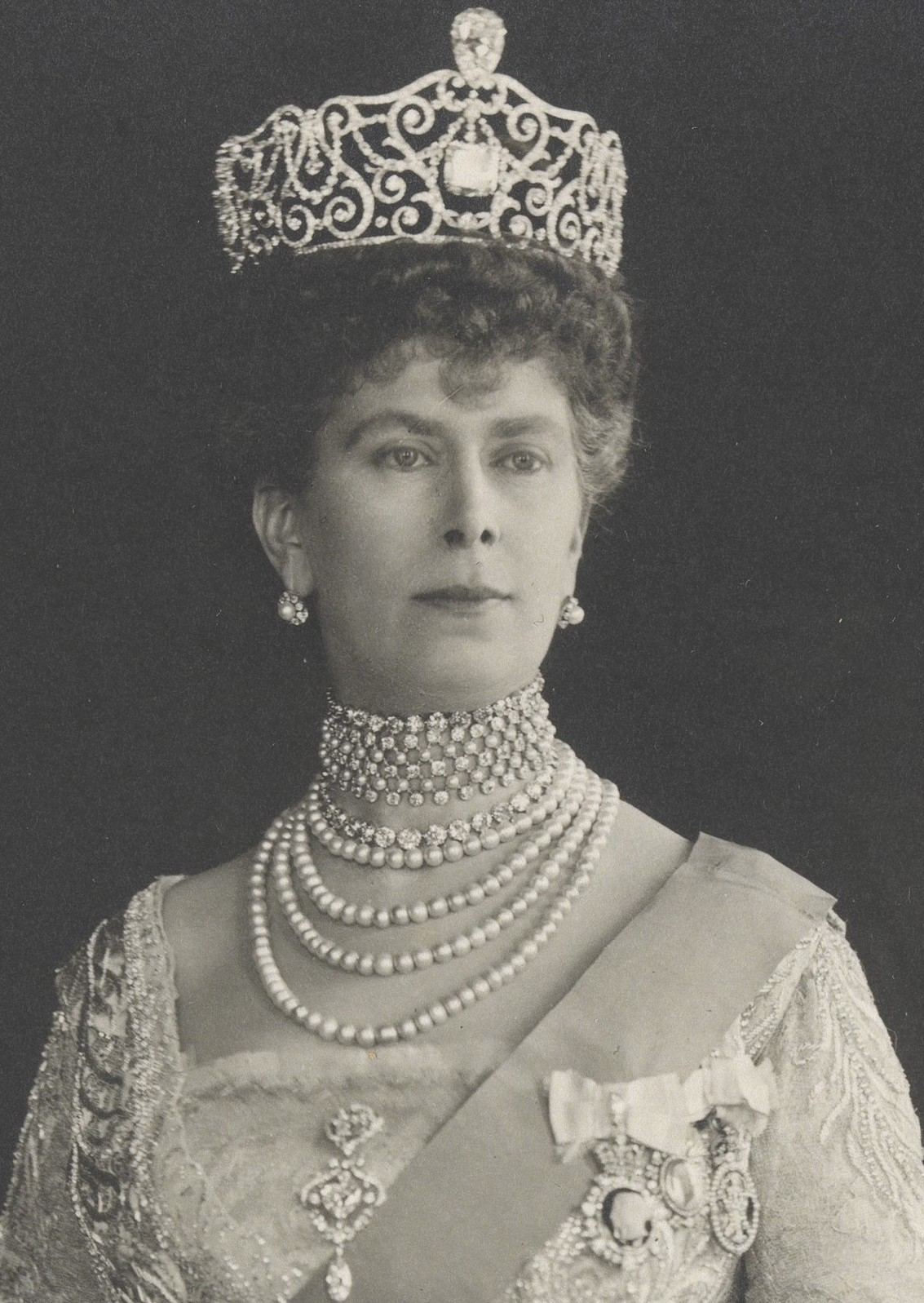
Королева Марія в тіарі Делі Дурбар

Тіара Делі Дурбар була виготовлена компанією Garrard & Co для королеви Марії Текської, дружини короля Георга V. У 1911 році вона наділа її на Делійський Дурбар —  подію, яка мала на меті проголосити Георга V та Марію імператором і імператрицею Індії. Діадема є частиною парюри, до якої також входять сережки, брошка й намисто. Марія надала діадему у користування королеві Єлизаветі (пізніше королеві-матері), дружині короля Георга VI, для королівського туру Південною Африкою в 1947 році. Прикраса залишалася з нею до її смерті в 2002 році, а відтоді вона перейшла у спадок до Єлизавети II. У 2005 році Єлизавета II позичила діадему своїй невістці Каміллі, тодішній герцогині Корноульській.

## Тіара королеви Марії «Торочки»
Ця тіара, яку також можна носити як намисто, була виготовлена для королеви Марії в 1919 році. Спочатку стверджували, що вона була зроблена з діамантів, які колись належали Георгу ІІІ. Проте згодом виявилося, що в ній повторно використовуються діаманти, взяті з намиста, придбаного королевою Вікторією у Collingwood & Co як весільний подарунок для принцеси Марії в 1893 році. В серпні 1936 року Марія подарувала тіару своїй невістці, королеві Єлизаветі (пізніше королеві-матері). У 1947 році її дочка, принцеса Єлизавета (майбутня Єлизавета ІІ) наділа цю прикрасу на її весілля з принцом Філіпом. Коли принцеса Єлизавета одягалася в Букінгемському палаці перед від'їздом до Вестмінстерського абатства, коштовність зламалася. Проте придворний ювелір був напоготові на випадок будь-якої надзвичайної ситуації, і поліцейський ескорт поспішив до його робочої кімнати. Тіара була полагоджена вчасно. В 1973 році королева-мати позичила прикрасу своїй онуці, принцесі Анні на її весілля з капітаном Марком Філліпсом. У 2020 році принцеса Беатріс наділа тіару на її весілля з Едоардо Мапеллі Моцці.

## Намисто з бахромою королеви Аделаїди
Намисто, яке носило багато королев-консортів, було замовлене в 1830 році і виготовлене компанією Rundell, Bridge & Co. Коли у 1837 році помер король Вільям IV, королева Аделаїда передала намисто й інші королівські коштовності новому монарху — своїй племінниці, королеві Вікторії. Спочатку прикрасу можна було носити лише як кольє, проте королева Вікторія змінила її так, щоб можна було утворити тіару. Вперше королева Вікторія наділа його як тіару під час візиту до Королівської опери в 1839 році. Кольє було визначено реліквією корони, тому в 1901 році після смерті Вікторії вона перейшло до її сина, короля Едуарда VII.

## Володимирська тіара
Володимирська тіара була придбана у 1921 році за ціною 28 000 фунтів стерлінгів королевою Марією у великої княгині Олени Володимирівни, матері Герцогині Кентської. Велика княгиня, після одруження відома як принцеса Ніколас Грецька, успадкувала її від своєї матері, великої княгині Марії Павлівни, яка отримала прикрасу як весільний подарунок від свого чоловіка в 1874 році. Тіара, виготовлена ювеліром Карлом Едуардом Боліним за 48 200 рублів, спочатку містила 15 великих краплеподібних перлин.
Під час Російської революції 1917 року тіара була захована разом з іншими коштовностями десь у Володимирському палаці в Петрограді, а пізніше врятована від радянської Росії Альбертом Стопфордом, британським арт-дилером і секретним агентом. У наступні роки принцеса Ніколас продавала прикраси зі своєї колекції, щоб підтримати свою сім'ю, яка була у вигнанні, та різні благодійні організації.
Королева Марія змінила тіару, щоб розмістити 15 Кембриджських смарагдів. Смарагди можна легко замінити оригінальними краплеподібними перлинами. Єлизавета II успадкувала коштовність від своєї бабусі, королеви Марії, в 1953 році. Її майже завжди носять разом з парюрою «Кембридж і Делі Дурбар», яка також містить великі смарагди. Єлизавета II позувала в цій тіарі для офіційного портрету як королева Канади, оскільки жодна з країн Співдружності, окрім Великої Британії, не має власних коронних коштовностей.

## Тіара «Дівчат Великої Британії й Північної Ірландії»
У 1947 році тіара стала весільним подарунком Єлизаветі II від її бабусі, королеви Марії. Сама ж королева Марія отримала прикрасу в подарунок від дівчат Великої Британії та Ірландії в 1893 році з нагоди її одруження з герцогом Йоркським, пізніше Георгом V. Виготовлена компанією E. Wolfe & Co, вона була придбана у Garrard & Co комітетом, організованим леді Євою Гревілл. У 1914 році коштовність зазнала змін: було вставлено 13 діамантів замість великих східних перлин, якими вона була увінчана. Пізніше ці перлини були використані для Кембриджської тіари. До 1947 року верхня і нижня частини ювелірної прикраси на голову були розділені, але Марія віддала обидві частини Єлизаветі, яка зрештою в 1969 з'єднала їх. Тіара «Дівчат Великої Британії та Ірландії» є однією з найбільш впізнаваних й улюблених із колекції Єлизавети II, оскільки королева часто зображена в ній на офіційних портретах, на британських банкнотах і монетах. Королева Камілла, вперше одягла цю тіару в 2023 році.

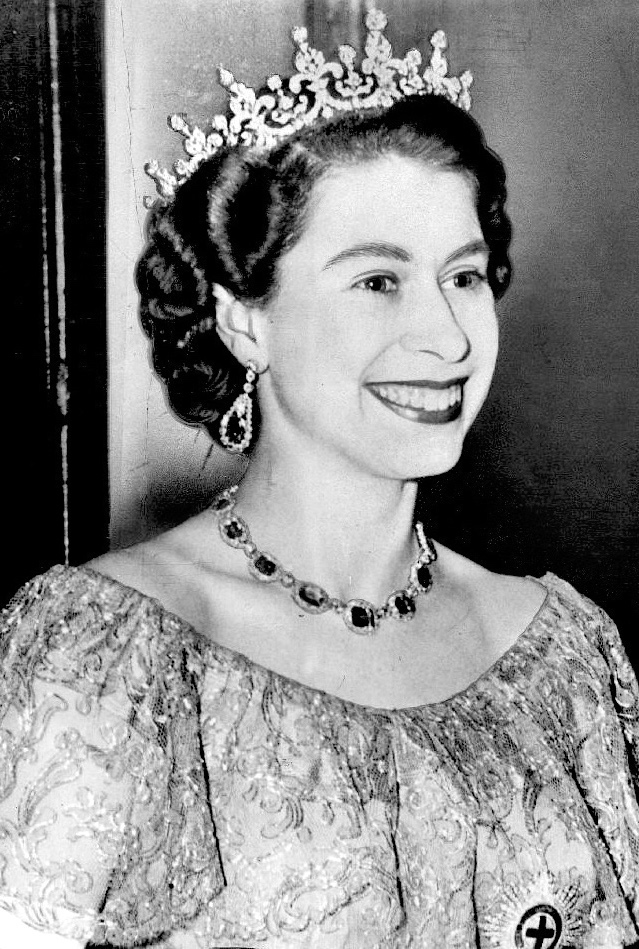
Королева Єлизавета II в тіарі «Дівчат Великої Британії та Ірландії»

## Бірманська рубінова тіара

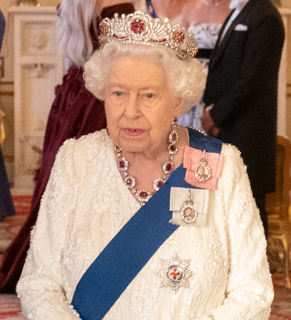
Королева Єлизавета II в бірманській рубіновій тіарі

Бірманську рубінову тіару Єлизавета II замовила в 1973 році. Вона була  створена в ювелірній майстерні Garrard & Co у вигляді вінка з троянд, пелюстки яких зроблені зі срібла та діамантів, а в центрі квітів — грона золота та рубінів. 96 рубінів, що прикрашають коштовність, спочатку були частиною намиста, подарованого їй у 1947 році на весілля жителями Бірми (нині М'янма). Бірманці вважали, що рубіни здатні захищати свою власницю від хвороб і зла. Діаманти були взяті з квіткової тіари, яка була виготовлена Cartier у 1935 році. Цю прикрасу Єлизавета II сама обрала як весільний подарунок від заможного Нізама з Хайдарабаду. Попри те, що ця квіткова тіара була розібрана, брошки з трояндами були збережені.

## Тіара «Кокошник» королеви Олександри

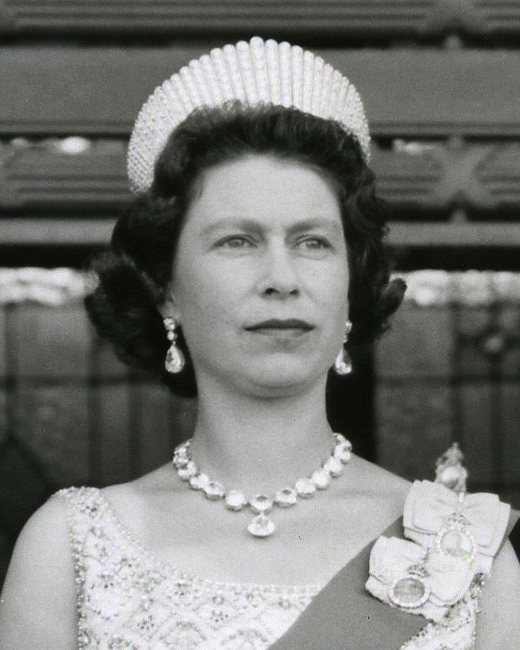
Королева Єлизавета II в тіарі «Кокошник» королеви Олександри

Тіара «Кокошник» була подарована Олександрі, принцесі Уельській, на 25-ту річницю весілля в 1888 році леді Солсбері від імені 365 перів Сполученого Королівства. Олександра завжди хотіла мати тіару в стилі кокошника, подібну до прикраси її сестри Марії Федорівни, російської імператриці. Коштовність, виготовлена компанією Garrard & Co, має вертикальні бруски білого золота, інкрустовані діамантами. Більше того, вона легко знімалася з оправи і її можна було носити як намисто з бахромою. Вперше королева Олександра наділа тіару на весілля свого другого сина, герцога Йоркського (пізніше короля Георга V), і принцеси Марії Текської в 1893 році. Після смерті королеви прикраса перейшла до її невістки, королеви Марії, яка в 1953 році заповіла її Єлизаветі II.

## Кембриджська тіара (або «Вузлики кохання»)

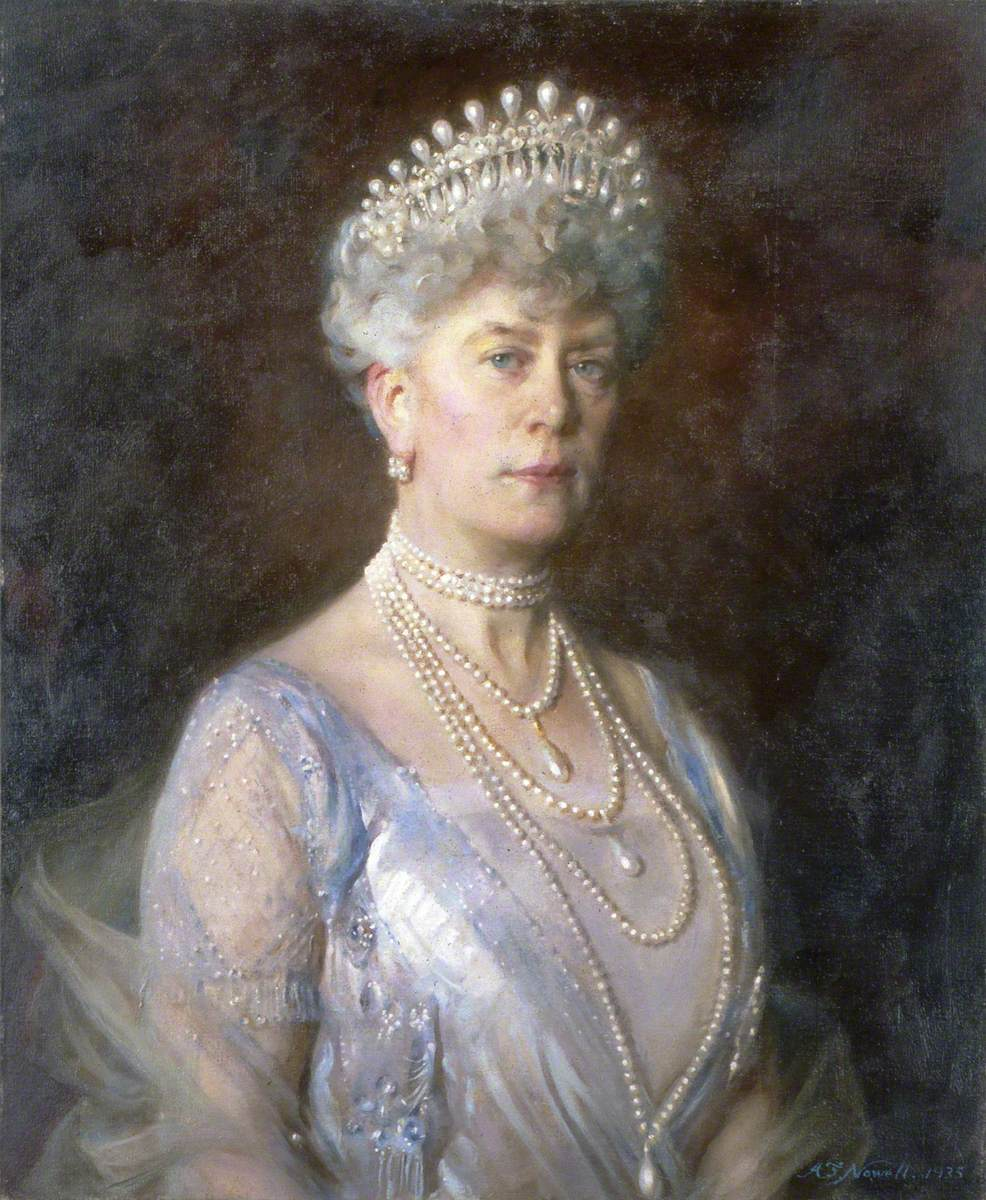
Королева Марія в тіарі «Вузлики кохання»

У 1913 році королева Марія попросила Garrard & Co виготовити копію тіари, що належала її бабусі, принцесі Августі Гессен-Кассельській, використовуючи власні діаманти і перлини (зокрема перлини з тіари «Дівчат Великої Британії й Північної Ірландії»). Спочатку прикраса містила 38 діамантів: 19 на вертикальній стороні і 19, що звисали з дуг. Пізніше 19 вертикальних діамантів були видалені. Королева Марія залишила тіару Єлизаветі II, яка згодом позичила її Діані, тодішній принцесі Уельській, на її весілля в 1981 році. Натомість Діана наділа фамільну тіару Спенсерів, оскільки після носіння «Вузликів кохання» вона страждала від головного болю. Після розлучення з принцом Чарльзом коштовність була повернута Єлизаветі II. Кетрін, принцеса Уельська, надівала її на низку державних заходів з 2015 року.

## Меандрична тіара

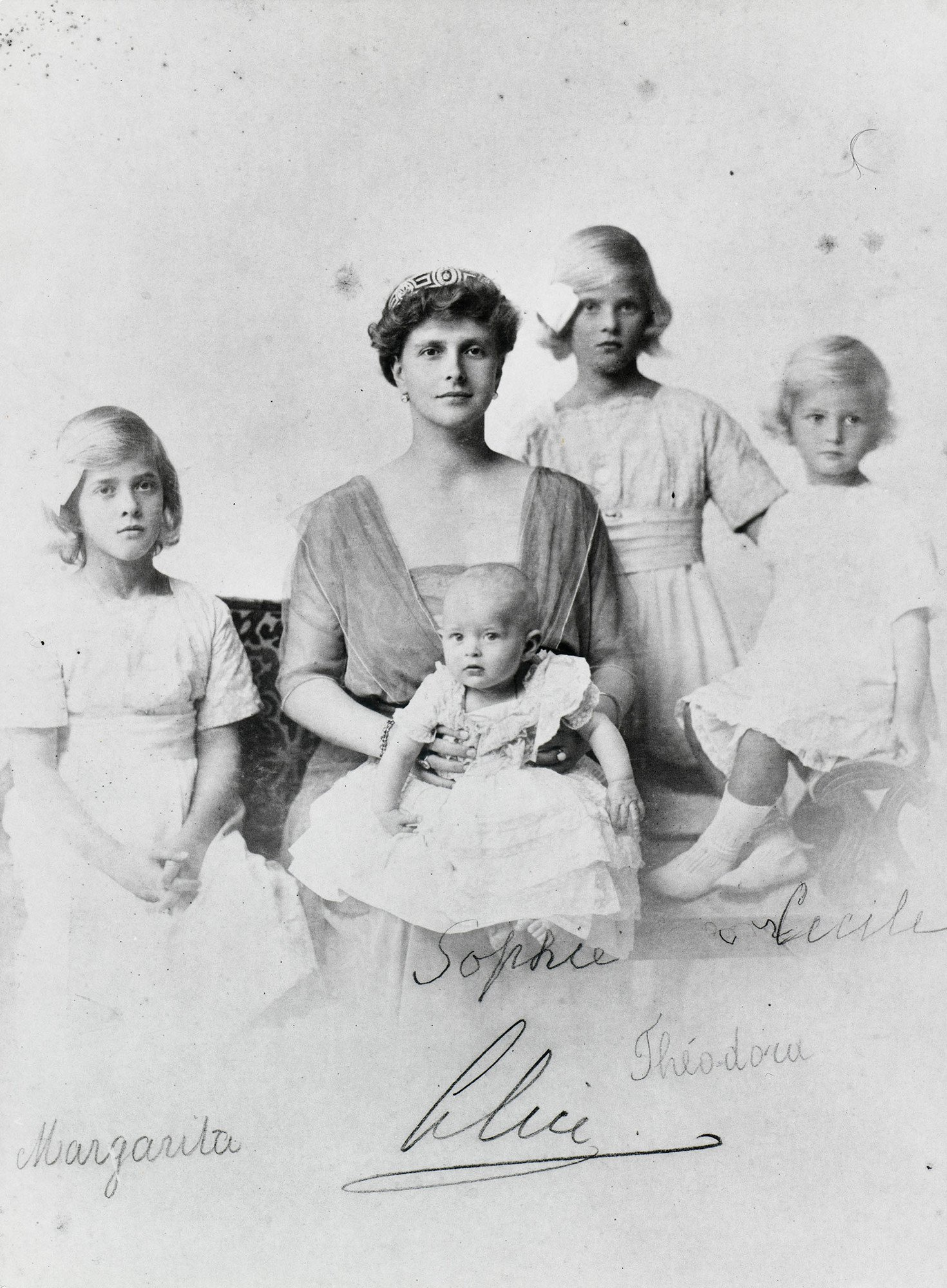
Принцеса Греції та Данії Аліса в меандричній тіарі

Ця тіара була весільним подарунком Єлизаветі II від її свекрухи, принцеси Греції та Данії Аліси. Прикраса містить класичний грецький орнамент — меандр, а також великий діамант у центрі, оточений лавровим вінком з діамантів. Стверджують, що тіара була виготовлена приблизно в ХХ столітті у Франції компанією Cartier. Єлизавета II ніколи не носила цю прикрасу на офіційні прийоми. В 1972 році коштовність була передана її дочці, принцесі Анні, якраз перед її заручинами та весіллям з Марком Філліпсом. Принцеса Анна регулярно надягала тіару на державні заходи та офіційні портрети (зокрема на офіційний портрет з нагоди її 50-річчя), але найяскравішою подією останніх років стала поява прикраси на весіллі доньки Анни, Зари Філліпс.

## Тіара «Німб» (Halo)

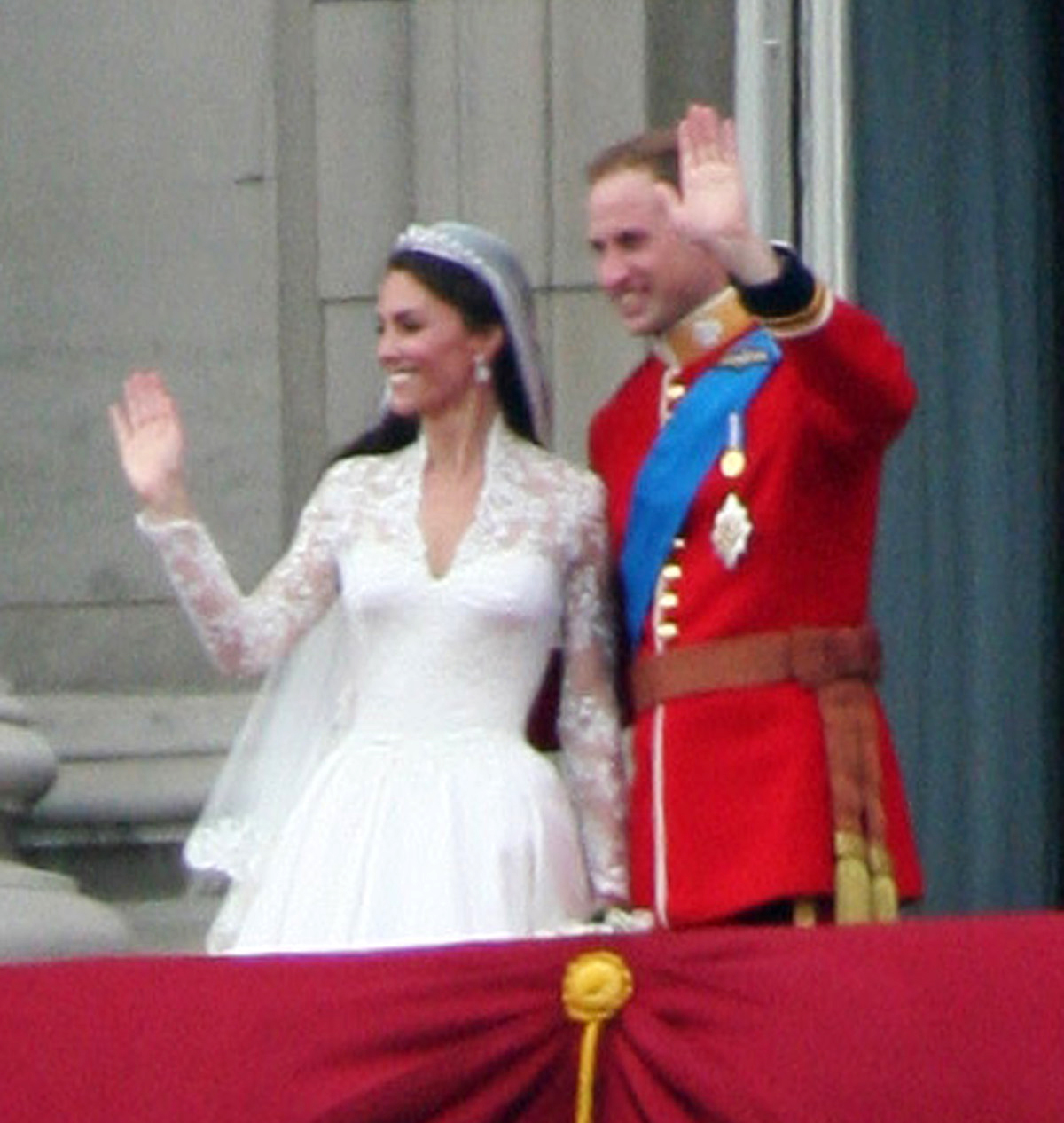
Принцеса Уельська в день свого весілля в тіарі «Німб»

Цю тіару, виготовлену Cartier у 1936 році, герцог Йоркський (пізніше король Георг VI) придбав для своєї дружини Єлизавети Боуз-Лайон (пізніше королеви-матері) за три тижні до сходження на престол. У перші роки правління Георга VI королеву Єлизавету іноді фотографували в коштовності, що має великі елементи у вигляді завитків, які розташовані на геометричній смузі діамантів. Тіару подарували принцесі Єлизаветі на її 18-річчя в 1944 році. Натомість принцеса Єлизавета часто позичала прикрасу своїй молодшій сестрі, принцесі Маргарет. У червні 1953 Маргарет також надягла коштовність на коронацію королеви Єлизавети II. Пізніше Єлизавета II нерідко позичала тіару принцесі Анні, перш ніж у 1972 році подарувала їй грецьку меандричну тіару. В 2011 році ювелірну прикрасу на голову позичили Кетрін Міддлтон, тодішній герцогині Кембриджській, щоб вона носила її на своєму весіллі з принцом Вільямом.

## Тіара «Соти»
Цю тіару залишила королеві Єлизаветі (пізніше королеві-матері) дама Маргарет Гелен Гревілл після своєї смерті в 1942 році. Прикраса була зроблена французьким ювелірним брендом Boucheron у 1920 році. Коштовність, що має діамантову решітку з стільниковим візерунком, була улюбленою для королеви-матері. В 1953 році вона доручила Cartier змінити висоту прикраси, змінивши розташування діамантів у верхньому ряду. Єлизавета II успадкувала тіару після смерті своєї матері в 2002 році і згодом передала її в довгострокову позику тодішній герцогині Корнуольській.

## Діамантова тіара-бандо королеви Марії

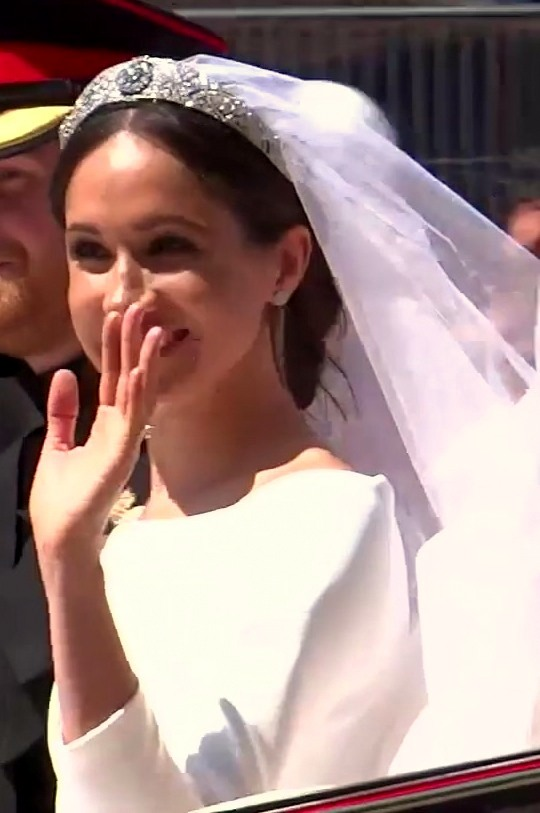
Герцогиня Сассекська в день свого весілля в діамантовій тіарі-бандо королеви Марії

Тіара була зроблена компанією Garrard & Co в 1932 році для королеви Марії. Спочатку центральна брошка прикраси була весільним подарунком від графства Лінкольн у 1893 році. Коштовність являє собою платинову стрічку, яка складається із знімної центральної брошки й одинадцяти секцій, прикрашених опалами й великими та малими діамантами в геометричному дизайні. В 2018 році тіара була позичена герцогині Сассекській для її весілля з принцом Гаррі.

## Тіара «Квітка лотоса»

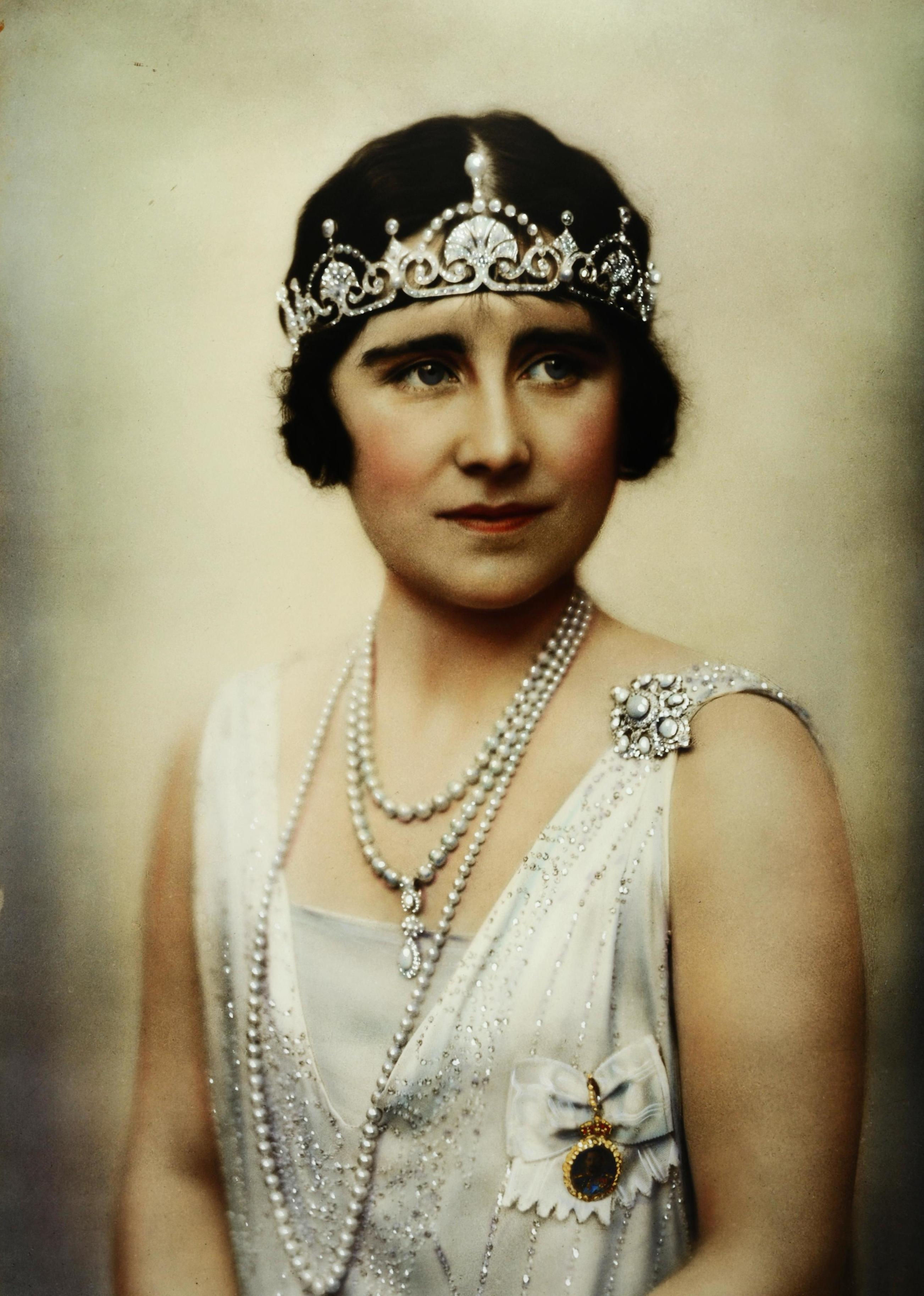
Королева-матір в тіарі «Квітка лотоса»

Ця тіара була створена ювелірним брендом Garrard & Co в 1920-х роках. Вона виготовлена з перлів і діамантів, які були взяті з намиста — весільного подарунку королеві Єлизаветі (пізніше королеві-матері) від Георга VI. Принцеса Маргарет часто носила цю прикрасу, а після її смерті коштовність повернули Єлизаветі ІІ. Також тіару неодноразово надівала на офіційні прийоми Кетрін Міддлтон, принцеса Уельська.

## Тіара «Стратморські троянди»

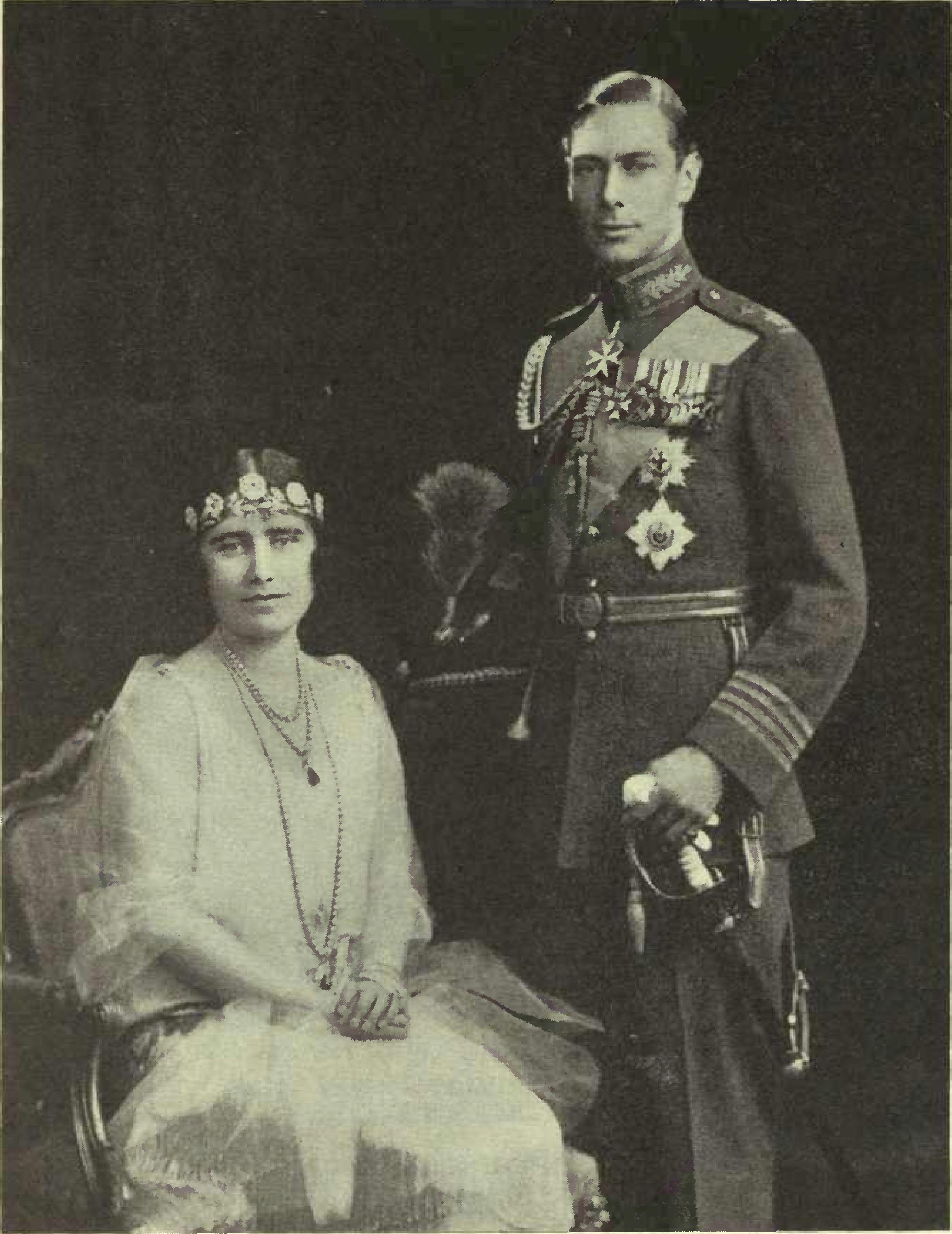
Королева-матір в тіарі «Стратморські троянди»

Ця тіара з квітковим візерунком була подарована королеві-матері на весілля її батьком, 14-м графом Стратмором і Кінгхорном, Королева Єлизавета носила прикрасу протягом кількох років після одруження. Зазначають, що коштовність була куплена в Лондоні у ювелірної компанії Catchpole & Williams. Тіару можна носити кількома способами: або насунувши на лоб, або закріпивши в зачісці, або її можна розібрати, щоб сформувати п'ять окремих брошок. Вона стала частиною колекції Єлизавети II після смерті її матері в 2002 році.

## Смарагдова тіара-кокошник
Як і тіару «Соти», цю тіару успадкувала королева Єлизавета (згодом королева-матір) від дами Маргарет Гревілл у 1942 році. Прикраса була виготовлена французьким ювелірним брендом Boucheron у 1919 році. Коштовність прикрашають діаманти та кілька великих смарагдів в платиновому обрамленні в стилі кокошника. В жовтні 2018 року принцеса Євгенія Йоркська надівала тіару на своє весілля. Це був перший вихід у світ члена королівської родини в цій прикрасі.

## Тіара-бандо королеви-матері від Cartier
У 1920 році герцог Йоркський (пізніше Георг VI) придбав своїй дружині, Єлизаветі Боуз-Лайон, комплект з 5 браслетів від Cartier. Кожен браслет з набору був прикрашений різними дорогоцінними каменями: один — сапфірами, один — смарагдами, один — рубінами і два — діамантами. Бандо складається з 3 цих браслетів.  Комплект був частиною колекції Єлизавети II. Вона носила ці прикраси окремо як браслети протягом багатьох років, а також позичала їх іншим членам королівської сім'ї.

## Східна тіара королеви Вікторії

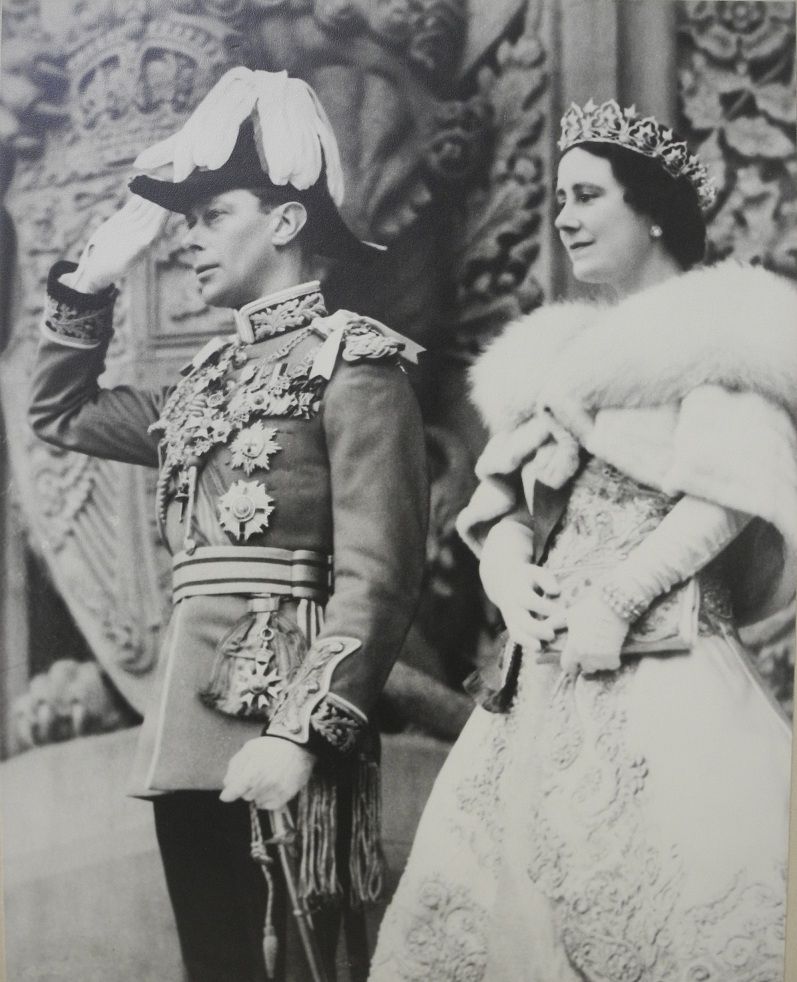
Королева-матір у Східній тіарі королеви Вікторії

Тіара була розроблена принцом Альбертом і виготовлена ювелірним брендом Garrard & Co для королеви Вікторії в 1853 році. Королева носила прикрасу в поєднанні з намистом з опалів, сережками й брошкою. В 1858 році ювелірна прикраса на голову була реконструйована: видалили діаманти, на які претендував її двоюрідний брат, король Ганновера. В 1902 році королева Олександра змінила опали, вважаючи їх нещасливим дорогоцінним камінням, на рубіни. Незважаючи на зміни, прикрасу не носили до 1937 року. Тіару неодноразово надягала королева-матір, проте королева Єлизавета II наділа її лише одного разу під час державного візиту на Мальту в 2005 році.

## Бельгійська сапфірова тіара
Спочатку тіара була намистом, яке належало Луїзі Бельгійській, принцесі Саксен-Кобургській і Готській. В 1963 році Королева Єлизавета II придбала це сапфірове намисто, а вже згодом воно було перетворено на тіару. Вона поєднувала ювелірну прикрасу на голову з сапфіровою парюрою, яку вона отримала в 1947 році від свого батька, Георга VI як весільний подарунок.

## Бразильська аквамаринова тіара
У 1953 році президент Жетуліо Варгас і народ Бразилії подарували королеві Єлизаветі II аквамариновий комплект з намиста й сережок на її коронацію. В 1957 році королева замовила тіару у ювелірного бренду Garrard & Co.  Прикраса мала витончену основу з діамантів і аквамаринів у вигляді бандо. Проте в 1971 році вона була перероблена з використанням аквамаринів, подарованих губернатором Сан-Паулу в 1968 році.